# 烏江源百里畫廊 (貴州省)
26°48′18″N 106°06′00″E / 26.805°N 106.100°E
烏江源百里畫廊是位於中華人民共和國貴州省境內烏江上游的一處市級風景名勝區。畫廊主要坐落於畢節市的黔西市和織金縣境內。此地以其壯麗的喀斯特地貌聞名，其特色包括苗族民族風情、陡峭的懸崖、清澈的水域以及多樣的地質構造，是一處以自然風光和水上遊覽聞名的旅遊景點。

## 位置
畫廊的南端起於織金縣馬場鎮與清鎮市交界處的天門關，北端則延伸至黔西市新仁鄉與清鎮市相鄰的化屋村。這段南北綿延約62公里的區域，以其峽谷與平靜湖面交織的風光為主要特色。畫廊內的湖面寬度變化於60至1000米之間，總面積約為20平方公里。   
烏江源百里畫廊分別以東風湖旅遊區和化屋風景區兩部份組成。烏江有兩條主要源頭，分別是北方的六衝河和南方的三岔河。由於烏江下游的東風水電站所築起的大壩阻擋河谷，從而形成東風湖、索風湖和支嘎阿魯湖三連湖，東風湖旅遊區便位於此。
化屋風景區是畫廊的核心景區，其依傍著黔西市新仁鄉的化屋村（原名化屋基）而建。化屋村坐落於烏江南源與北源交匯的三岔河畔，苗語意為「懸崖下的村寨」。化屋風景區以其獨特的山水風光和濃郁的苗族民族風情作為賣點。

## 社區
畫廊地區是苗族聚居區域。化屋村位於東風湖畔筍子岩下，全村95%人口皆是苗族，居住在化屋村的苗族屬於「歪梳苗」支系。傳統的苗繡是當地的文化元素，也是社區居民的收入來源之一。其歷史文化也與水西文化有著一定的淵源，水西是與彝族相關的歷史文化區域。畫廊內的地名，如裸潔河（即烏江）和化屋基，都帶有彝語的痕跡。  
化屋村曾是「深度貧困村」，在當地旅遊業發展後，社區環境逐漸改善，其於2008年被中華人民共和國文化部命名為「中國民間文化藝術之鄉」，此前曾被貴州省命名為「苗族歌舞之鄉」，並於2009年被中國村社發展促進會授予「中國旅遊特色村」稱號。
中華人民共和國領導人習近平曾在2021年2月3日下午到訪化屋村。

## 景點
畫廊以其兼具長江三峽和桂林山水的風光而著稱。烏江的南北兩源在此匯合，形成東風湖，沿湖上溯至織金洞的紅岩碼頭便是畫廊的主要遊覽段。
- 烏江水系與東風湖： 烏江的北源六沖河和南源三岔河在黔西市、織金縣、清鎮市三地交界的化屋基匯合，因東風水電站的攔截形成東風湖[2][14]。
- 鴨池河大橋： 一座豔紅色的斜拉橋橫跨鴨池河谷，全長1461公尺，於2016年開通，縮短貴陽市至畫廊的交通時間[5]，也成為畫廊的景觀之一[10][5]。
- 百里畫廊特色： 畫廊擁有形態各異的喀斯特地貌，包括連綿的山巒、秀麗的岩石、陡峭的懸崖和獨特的孤峰[14]。
- 畫廊十一道彎： 畫廊共有十一道大小寬窄不一的彎道，每個彎道的峽谷景致各具特色，主要的河段包括大河邊、小三峽、點葫蘆、甲臥、小三岔河和卷洞口[14]。
- 大河邊峽谷口： 青色石山形似屏風，與對岸石樑相對[14]。
- 點葫蘆： 兩岸石山斜交水面，可見遠處三峰和變幻的雲霧[14]。
- 甲臥河段峽谷： 兩山對峙，中部有狀似人頭的山坡，山色由深至淺[14]。
- 小三岔河口（船頭山）： 形似巨船橫臥，與對岸石崖形成雄峻峽谷，通往鴨池河[14]。
- 卷洞門峽谷： 兩岸山坡相對如敞開的門扉[14]。
- 崖壁景觀： 兩岸崖壁被形容為展開的畫卷，高數十至百餘米，呈現青黛、灰、紅、白等多種色彩，以及因風雨侵蝕形成的獨特紋理和植被[2][14]。化屋基附近的崖壁高達百米，長逾千米，如「大鵬展翅」般統領兩源[14]。
- 化屋苗寨（化屋村）： 位於東風湖畔，是體驗苗族風情的重要地點[5][2][14]。村寨依山傍水，被四面崖壁環繞[14]。當地苗族能歌善舞，有獨特的民俗文化[14][13]。
- 水文與人文歷史：船下的河流在彝語中被稱為「裸潔河」，意為清澈的河流。化屋基在彝語中的意思是懸崖下的村子。畫廊的自然風光中也沉澱著水西地區的人文歷史[14]，如抵抗外敵的戰壘遺跡[2][14]。

## 設施
畫廊及周邊區域有各項設施：
- 住宿設施： 黔西化屋苗寨提供多種住宿選擇，包括湖邊民宿[2][14]。於2023年4月新開業的花都里·化屋度假營地，位於化屋景區海拔1400多米處，提供野奢帳篷、輕奢帳篷和自助營位，遊客可租賃或自帶帳篷，並可在營地觀賞雲海、峽谷、日出日落和星空等自然風光[7]。
- 餐飲與休閒設施： 花都里·化屋度假營地內設有餐飲區、懸崖咖啡廳[7]。營地還配備活動草坪和兒童遊樂區，豐富遊客的露營體驗[7]。
- 文化體驗設施： 化屋苗寨作為「中國民間文化藝術之鄉」和「苗族歌舞之鄉」[13]，提供烏江源蠟染刺繡製作、黃粑製作等活動體驗，並銷售相關產品[7]。
- 遊樂與觀光設施： 景區設有天空之境等網紅打卡點。根據規劃，烏江源百里畫廊生態文旅基礎設施項目還將建設管軌式滑道、觀光電梯等遊樂設施[13][7]。
- 基礎設施建設： 景區已進行標誌系統、寨門門樓、觀景台文化牆、遊客廣場及舞台、村綜合樓等建設[13]。遊客接待中心及旅遊廁所、廣場青石板鋪設及綠化工程也即將完工[13]。此外，還規劃建設生態停車場[7]。
- 沉浸式夜遊項目： 景區正在開發烏江源奇幻夜沉浸式夜遊項目，以豐富夜間旅遊體驗[7]。
- 農旅融合項目與自由村民宿： 景區未來發展還包括農旅融合項目和自由村民宿等[7]。

## 管理
畫廊的開發與管理由畢節市旅遊集團有限公司與黔西市文化旅遊發展有限公司共同成立的貴州山水畫廊文化旅遊發展有限公司負責。該公司於2021年組建，旨在投資和開發景區的生態文旅基礎設施，重點區域為烏江南北匯流的化屋基片區。畫廊的發展以生態保護為前提，並制定長期的科學規劃。畫廊已被納入貴州省水上旅遊發展總體規劃，定位為國家級自然觀光產品。為此，已投入約4.38億元的總資金，分兩期實施生態營地、農旅融合項目等多種類型的子項目。該項目亦被列為貴州省的重點文旅融合創新示範項目。畫廊管理方注重市場推廣，通過多渠道宣傳提升景區知名度和吸引力，並計劃拓展國內客源市場。此外，黔西市也在積極挖掘化屋基的民族特色，進行相關的開發和保護工作，以期促進當地經濟發展。

## 事件
2025年5月4日約16時40分，4艘遊船在畫廊化屋風景區遭遇大風傾覆，造成84人落水，其中10人死亡、70人受傷。